# Gråblå tallvecklare
Gråblå tallvecklare (Pseudococcyx posticana) är en fjärilsart som först beskrevs av Zetterstedt 1839.  Gråblå tallvecklare ingår i släktet Pseudococcyx, och familjen vecklare. Arten är reproducerande i Sverige.